# Copperhead (Marvel Comics)
Pour les articles homonymes, voir Copperhead.
Copperhead est un super-vilain appartenant à l'univers de Marvel Comics.
Il y eut 3 personnages portant le nom de Copperhead : les premier et deuxième sont apparus respectivement dans Daredevil #124 en 1975, et Human Fly #8 en 1978. L'identité du criminel masqué se référait au même personnage.
Le troisième, Davis Lawfers, est apparu pour la première fois dans Captain America #337 en 1988.

## Origine

### La naissance de Copperhead
Lawrence Chesney grandit en lisant les aventures de Copperhead, un héros de pulp magazines. Devenu adulte, il créa un costume et prit l'identité de Copperhead, un justicier laissant un penny sur les paupières de ses victimes pour « payer la traversée du fleuve Styx ».
Pendant un temps, il fit partie du Gang des Quatre (avec l'Homme aux échasses, le Hibou, et le Gladiateur).
Les meurtres de petits voyous alertèrent Daredevil qui retrouva Chesney, gardien de musée le jour. Durant leur combat, Copperhead fut frappé par la foudre et tué.
Son âme fut récupérée par un démon qui le fit revenir sur Terre pour voler l'âme de Spider-Man mais il échoua.

### Le retour de l'Homme de Cuivre
Arthur Reynolds découvrit le secret de son collègue décédé. Il vola un deuxième costume dans son appartement et voulut l'utiliser pour piller le musée, mais il fut battu par un duo de super-héros : Hector Ayala le Tigre Blanc et Human Fly.

### Copperhead de la Société du Serpent
L'américain Davis Lawfers est un criminel professionnel, lui aussi connu sous le nom de Copperhead.
Il a fait partie de l'Escouade des serpents et s'est plusieurs fois fait battre par Captain America.
Libéré de prison par Sidewinder, il intégra la Société du serpent qu'il finit par trahir, pour devenir agent de la Vipère. Il a depuis réintégré la Société sous les ordres de son ancien chef.
À la fin de l'invasion Skrull, Copperhead et une partie de la Société du serpent se retrouvèrent dans une prise d'otage, dans l'Ohio. Ils furent facilement maîtrisés par Nova / Richard Rider et les nouveaux Centurions.

## Pouvoirs

### Copperhead I et II
- Les pouvoirs de Copperhead proviennent de l'armure que Chesney a fabriquée. Il s'agit d'une combinaison d'environ 30 kg, constituée de plaques de cuivre, qui protège des balles et des coups physiques, et double la force du porteur.
- Copperhead utilisait des pistolets à fléchettes (utilisant du poison ou des anesthésiants). Les pistolets pneumatiques lui permettaient aussi de faire sauter les serrures et les cadenas.

### Copperhead III
- Le costume de Copperhead est constitué d'une côte de micro-maille, lui permettant de résiter aux tirs ennemis.
- Ses gants émettent des rafales électriques et sont équipés de grappins en titanium, long de 10 m.
- Son casque contient des compartiments pouvant tirer des bombes au magnésium qui aveuglent des ennemis.
- Ses bottes possèdent des ventouses, lui permettant d'escalader facilement des murs, et même de marcher au plafond.